# Малино (аэродром)
Малино — военный аэродром в Московской области, расположенный в 3,5 км юго-западнее н. п. Малино.

## История
С мая 1945 года по 20 июня 1946 года на аэродроме базировался 309-й истребительный авиационный полк ПВО 319-й истребительной авиационной дивизии ПВО на самолётах Bell P-39 Airacobra, выполнявший прикрытие объектов Московской зоны ПВО. В июне 1946 год аполк расформирован на аэродроме.
В 1960-х годах в Малино базировался полк на вертолётах Ми-4С, основной задачей которого была перевозка и, в случае необходимости, эвакуация руководства СССР. В 1990-х полк был сокращён до эскадрильи, а затем переформирован в 206-ю авиационную базу, которая входила в состав 8-й АДОН. В составе авиационной базы находились вертолёты Ми-8 различных модификаций.
Вертолёты Ми-8 206-й авиационной базы приняли участие в параде на Красной площади 9 мая 2008 года в честь 63-й годовщины Великой Победы над фашистской Германией.
27 апреля 2011 года 7 вертолетов Ми-8 перебазировались из Малино на аэродром Чкаловский. В Малино осталась только комендатура.
С 2014 года Аэродром находится в подчинении ДОСААФ России. Непосредственное управление воздушным движением, административно-хозяйственная деятельность и развитие Аэродрома ведётся силами АНО "ЦАК им. В.П. Чкалова".
На Аэродроме базируются: аэроклуб FlyZone, планерный клуб Открытое Небо, парапланерный клуб и школа SkyOcean, клубы авиамоделистов и БПЛА. Есть открытые площадки и ангары для размещения частных воздушных судов на коммерческой основе.
На базе АНО "ЦАК им. В.П. Чкалова" ДОСААФ России возможно получить начальные лётные навыки на различных типах ВС, находящихся в распоряжении клуба. Для действующих пилотов разработана программа сохранения и совершенствования лётных навыков.